# Setaria obscura
Setaria obscura är en gräsart som beskrevs av De Wit. Setaria obscura ingår i släktet kolvhirser, och familjen gräs. Inga underarter finns listade i Catalogue of Life.